# Стамбульская конвенция
Конве́нция Сове́та Евро́пы о предотвраще́нии и борьбе́ с наси́лием в отноше́нии же́нщин и дома́шним наси́лием (также известная как Стамбу́льская конве́нция) — международное соглашение Совета Европы против насилия в отношении женщин и насилия в семье. Открыта для подписания с 11 мая 2011 года. Подписана 46 странами и Европейским союзом; ратифицирована 39 странами; вступила в силу 1 августа 2014 года.
Первой страной, ратифицировавшей Конвенцию, 14 марта 2012 года стала Турция. Турция также стала первой страной, объявившей о выходе из Конвенции. Власти Турции объясняют принятое решение подменой сути Конвенции.

## История
- 2002 год — приняты рекомендации Комитету министров Совета Европы о защите женщин от насилия[7].
- 2006—2008 годы — проведена общеевропейская кампания по борьбе с насилием в отношении женщин, включая насилие в семье[8] Парламентская ассамблея Совета Европы также приняла ряд резолюций и рекомендаций, призывающих к принятию юридически обязательных стандартов по предупреждению, защите от самых тяжких и распространенных форм насилия по признаку пола и судебному преследованию за них. Национальные доклады, исследования и опросы выявили масштабы проблемы, а также значительные различия в законодательствах. Таким образом, стала очевидной необходимость в согласованных правовых стандартов для обеспечения того, чтобы жертвы пользовались одинаковым уровнем защиты во всех странах Европы.
- В декабре 2008 года Комитет министров создал группу экспертов, уполномоченную подготовить проект конвенции. В течение чуть более двух лет эта группа, называемая CAHVIO (Committee for preventing and combating violence against women and domestic violence), разрабатывала проект текста. На завершающем этапе Великобритания, Италия, Россия и Святой Престол предложили несколько поправок, чтобы ограничить требования, предусмотренные в конвенции. Эти поправки были раскритикованы Amnesty International[9]. Окончательный проект конвенции был подготовлен в декабре 2010 года.
- 7 апреля 2011 года — Конвенция принята Комитетом министров Совета Европы.
- 11 мая 2011 года — Конвенция открыта для подписания по случаю 121-й сессии Комитета министров в Стамбуле.
- 1 августа 2014 года — Конвенция вступила в силу после ратификаций 10 странами, восемь из которых должны были быть членами Совета Европы.

## Основные положения
Стамбульская Конвенция является первым юридически обязывающим документом, который «создает всеобъемлющую правовую базу и подход к борьбе с насилием в отношении женщин» и направлен на предотвращение бытового насилия, защиту жертв и судебное преследование виновных.
Она характеризует насилие в отношении женщин как нарушение прав человека и форму дискриминации (статья 3а). Странам следует проявлять должную добросовестность при предотвращении насилия, защите жертв и привлечении к ответственности виновных (статья 5).
Конвенция также содержит определение гендера: «социально сконструированные роли, модели поведения, действия и атрибуты, которые данное общество считает подходящими для женщин и мужчин» (статья 3с).
Кроме того, Конвенция устанавливает ряд преступлений, квалифицируемых как насилие в отношении женщин. Государства, которые ратифицируют Конвенцию, должны криминализировать несколько преступлений, в том числе психологическое насилие (статья 33), преследование (статья 34), физическое насилие (статья 35), сексуальное насилие, в том числе изнасилование (статья 36), принудительный брак (статья 37), калечение женских половых органов (статья 38), принудительные аборты и принудительную стерилизацию (статья 39). Конвенция гласит, что сексуальные домогательства (харассмент) должны подлежать «уголовному или иному правовому наказанию» (статья 40). Конвенция также включает статью о преступлениях, совершенных во имя так называемой «чести» (статья 42).

## Экспертная группа
Конвенция уполномочивает независимый экспертный орган, Группу экспертов по борьбе с насилием в отношении женщин и насилием в семье (GREVIO), следить за осуществлением Конвенции. Эксперты избираются государствами-участниками. На данный момент группа состоит из пятнадцати человек.

## Структура
Конвенция содержит 81 статью, которые разделены на 12 глав. Документ основан на четырёх принципах: предупреждение, защита и поддержка жертв, судебное преследование правонарушителей и комплексная политика. Каждый принцип предусматривает ряд конкретных мер. Конвенция также устанавливает обязательства в отношении сбора данных и поддержки исследований (статья 11).
В преамбуле упоминаются Европейская конвенция о правах человека, Европейская социальная хартия и Конвенция о борьбе с торговлей людьми, а также международные договоры по правам человека, принятые Организацией Объединённых Наций, и Римский статут Международного уголовного суда.
Раздел I описывает цели и общие положения, II посвящён координации и сотрудничеству, III — предотвращению насилия, раздел IV — защите и поддержке жертв (пострадавших от сексуального насилия, детей-свидетелей) специальными вспомогательными службами, сообщениями со стороны специалистов, работающих с женщинами (медики, социальные работники, психологи). Раздел V — описывает материальное право (возмещение, опека), VI — Расследование, уголовное преследование, процессуальное право и защитные меры, VII — Миграция и приюты, IX — Система контроля для обеспечения эффективности внедрения Конвенции, Х — Связь с другими международными актами, XI — Заключительные положения.

## Подписание и ратификация
Государства, ратифицировавшие Конвенцию, юридически связаны её положениями после её вступления в силу.
 Обозначения: R — оговорка, D — декларации, денонсации, исключения, A — полномочия, T — территориальные уточнения, C — переписка, O — возражения; Цифрами обозначена очередность ратификации.
|    | Страна                      | Подписание | Ратификация | Вступление в силу | Условия |
| -- | --------------------------- | ---------- | ----------- | ----------------- | ------- |
| 7  | Австрия                     | 11.05.2011 | 14.11.2013  | 01.08.2014        | O       |
| 2  | Албания                     | 19.12.2011 | 04.02.2013  | 01.08.2014        |         |
| 10 | Андорра                     | 22.02.2013 | 22.04.2014  | 01.08.2014        | R, T    |
| 21 | Бельгия                     | 11.09.2012 | 14.03.2016  | 01.07.2016        |         |
|    | Болгария                    | 21.04.2016 |             |                   |         |
| 6  | Босния и Герцеговина        | 08.03.2013 | 07.11.2013  | 01.08.2014        |         |
| 38 | Великобритания              | 08.06.2012 | 21.07.2022  | 01.11.2022        |         |
|    | Армения                     | 18.01.2018 |             |                   | R       |
| 11 | Дания                       | 11.10.2013 | 23.04.2014  | 01.08.2014        | R       |
| 26 | Эстония                     | 02.12.2014 | 26.10.2017  | 01.02.2018        | A       |
| 23 | Грузия                      | 19.06.2014 | 19.05.2017  | 01.09.2017        | R       |
| 32 | Греция                      | 11.05.2011 | 18.06.2018  | 01.10.2018        |         |
| 30 | Исландия                    | 11.05.2011 | 26.04.2018  | 01.08.2018        |         |
| 34 | Ирландия                    | 05.11.2015 | 08.03.2019  | 01.07.2019        |         |
| 5  | Италия                      | 27.09.2012 | 10.09.2013  | 01.08.2014        |         |
| 9  | Испания                     | 11.05.2011 | 10.04.2014  | 01.08.2014        | D, T    |
| 27 | Кипр                        | 16.06.2015 | 10.11.2017  | 01.03.2018        | R       |
| 40 | Латвия                      | 18.05.2016 | 30.11.2023  | 10.05.2024        | R, D    |
|    | Литва                       | 07.06.2013 |             |                   | R       |
| 35 | Лихтенштейн                 | 10.11.2016 | 17.06.2021  | 01.10.2021        |         |
| 33 | Люксембург                  | 11.05.2011 | 07.08.2018  | 01.12.2018        |         |
| 14 | Мальта                      | 21.05.2012 | 29.07.2014  | 01.11.2014        | R       |
| 36 | Молдова                     | 06.02.2017 | 31.01.2022  | 01.05.2022        |         |
| 15 | Монако                      | 20.09.2012 | 07.10.2014  | 01.02.2015        | R       |
| 25 | Германия                    | 11.05.2011 | 12.10.2017  | 01.02.2018        | R       |
| 19 | Нидерланды                  | 14.11.2012 | 18.11.2015  | 01.03.2016        | O, T    |
| 24 | Норвегия                    | 07.07.2011 | 05.07.2017  | 01.11.2017        | O       |
| 18 | Польша                      | 18.12.2012 | 27.04.2015  | 01.08.2015        | R, D    |
| 3  | Португалия                  | 11.05.2011 | 05.02.2013  | 01.08.2014        |         |
| 22 | Румыния                     | 27.06.2014 | 23.05.2016  | 01.09.2016        | R       |
| 29 | Северная Македония          | 08.07.2011 | 23.03.2018  | 01.07.2018        | R       |
| 20 | Сан-Марино                  | 30.04.2014 | 28.01.2016  | 01.05.2016        |         |
| 8  | Сербия                      | 04.04.2012 | 21.11.2013  | 01.08.2014        | R       |
|    | Словакия                    | 11.05.2011 |             |                   |         |
| 16 | Словения                    | 08.09.2011 | 05.02.2015  | 01.06.2015        | R       |
| 1  | Турция (вышла из Конвенции) | 11.05.2011 | 14.03.2012  | 01.08.2014        |         |
|    | Венгрия                     | 14.03.2014 |             |                   |         |
| 37 | Украина                     | 07.11.2011 | 20.06.2022  | 01.11.2022        |         |
| 31 | Хорватия                    | 22.01.2013 | 12.06.2018  | 01.10.2018        | R, D    |
| 17 | Финляндия                   | 11.05.2011 | 17.04.2015  | 01.08.2015        | R, O    |
| 13 | Франция                     | 11.05.2011 | 04.07.2014  | 01.11.2014        | R, A    |
|    | Чехия                       | 02.05.2016 |             |                   | R       |
| 4  | Черногория                  | 11.05.2011 | 22.04.2013  | 01.08.2014        |         |
| 28 | Швейцария                   | 11.09.2013 | 14.12.2017  | 01.04.2018        | R, O    |
| 12 | Швеция                      | 11.05.2011 | 01.07.2014  | 01.11.2014        | R, O    |
| 39 | Европейский Союз            | 13.06.2017 | 28.06.2023  | 01.10.2023        |         |

## Политическая борьба вокруг Стамбульской конвенции
Конвенцию часто критикуют за использование понятия «гендер», которое критики считают размытым.
Стамбульскую конвенцию не ратифицировали пять членов Евросоюза: Болгария, Венгрия, Чехия, Литва и Словакия. Шаги по выходу из Конвенции предприняла Польша, мотивируя свои действия попытками ЛГБТ-сообщества навязать всему обществу свои представления о гендере.

### Армения
В Армении документ вызвал столкновение мнений и сбор подписей против его ратификации. Один из пунктов критики — в том, что Конвенция открывает дорогу пропаганде «всех и всяческих „нестереотипных гендеров“»: учебные учреждения Армении будут обязаны объяснять детям, что существует «третий пол», и что это «абсолютно нормально». Противники документа считают неприемлемым распространение подобных представлений через учебные заведения и программы. Помимо того, они считают, что, «в случае ратификации конвенции, преграды на пути создания однополых семей и усыновления однополыми парами детей исчезнут, либо их станет меньше», а «мужчины, считающие себя женщинами», будут освобождаться от воинской службы, что снизит боеспособность армянской армии.

### Болгария
Конвенция была подвергнута резкой критике в Болгарии. В частности, Николай Михайлов, психиатр, богослов и бывший депутат Народного собрания, заявил, что «Стамбульская конвенция — чемодан с двойным дном», а термин «гендер» охарактеризовал как «слово-хамелеон».
Священный Синод Болгарской Православной Церкви призвал Народное собрание не ратифицировать Стамбульскую конвенцию. Он заявил, что «конвенция имеет и духовные измерения», насаждает чуждую для болгарского народа ценностную систему и «позволит управлять обществом по новой модели, соответствующей интересам малой его части».
Стамбульская конвенция не была ратифицирована в Болгарии из-за всенародного сопротивления: против неё сплотились «люди разных возрастов, национальностей, вероисповеданий, разных уровней образования и разных политических взглядов».

### Венгрия
В мае 2020 года венгерский парламент отказался ратифицировать Стамбульскую конвенцию. Депутаты партии ФИДЕС и Христианско-демократической народной партии поддержали правительство, которое посчитало, что этот документ поощряет «деструктивные гендерные идеологии» и «нелегальную иммиграцию». Члены ФИДЕС посчитали, что действующее законодательство вполне позволяет защитить женщин. Парламентарии также отказались от обязательства принимать мигрантов и беженцев, которых преследуют вследствие их сексуальной ориентации или пола.

### Латвия
Обсуждение документа в 2016 году породило «шквал эмоций в латвийском обществе». В число противников Конвенции вошло латвийское Министерство юстиции, усмотревшее в Конвенции угрозу для латвийской Конституции: 

В преамбуле [Конституции] ясно указано, что «народ Латвии почитает тех, кто боролся за его свободу и чтит память жертв чужой власти». И народ Латвии не может принять то, что международное соглашение содержит заявление, что мужчины Латвии притесняют женщин, дискриминируют иx, создавая препятствия полному раскрытию потенциала женщин. Если бы не было борцов за свободу в Латвии, которые преимущественно — мужчины, то не было бы нашей страны. Мы не можем почитать наших борцов за свободу, пока сказано, что в это же время они тормозили развитие женщины и подавляли её.
 Помимо того, министерские эксперты пришли к выводу, что  Стамбульская конвенция также вступит в противоречие с первым пунктом Конституции, согласно которому «Латвия является независимой демократической республикой», сославшись на то, что принятие документа «заставит целый народ быть под властью одной идеологии — радикального феминизма».
Также против Конвенции выступили общественные организации, защищающие семейные ценности, сославшись на то, что она будто бы допускает полигамию и легализует такое понятие, как «социальный пол». Помимо того, обеспокоенность документом выразили глава Римско-католической церкви в Латвии, архиепископ Рижский Збигнев Станкевич, архиепископ Евангелическо-лютеранской церкви Янис Ванагс, митрополит Рижский и всея Латвии Александр и епископ Латвийского союза баптистов Петерис Спрогис, подписав открытое письмо, в котором отметили, что Конвенция вызывает у них опасения. Глава Министерства юстиции, представитель Национального объединения Дзинтарс Расначс, рекомендовал правительству не подписывать Конвенцию.
После того как в 2023 году правительство Латвии одобрило законопроект о ратификации Конвенции (с оговоркой, что страна будет руководствоваться ценностями, принципами и нормами латвийской Конституции), множество людей высказало в социальных сетях своё негодование тем, что мнением народа власти даже не поинтересовались.
8—9 ноября 2023 года в Риге прошли протесты против принятия Конвенции. Сторонники консервативных ценностей, недовольные тем, что она вводит понятие «социальный пол», и поэтому угрожает существованию «естественной семьи», вышли с лозунгами «Руки прочь от наших детей», «Хватит прятаться, выходите».
Для ратификация Конвенции необходим 51 голос депутатов Сейма.
30 ноября 2023 года Сейм утвердил в окончательном чтении законопроект о ратификации Конвенции. "За" проголосовал 51 депутат партий правящей коалиции — "Нового Единства", Союза "зеленых" и крестьян и "Прогрессивных".

### Литва
В Литве предметом разногласий стали английское понятие gender и его литовский перевод «социальный пол»: соответствующие положения Стамбульской конвенции «вызывают напряженность и дискуссии ценностного характера». Литовское Министерство социальной защиты и труда потребовало отложить ратификацию Конвенции до того, как будет достигнут компромисс по этим вопросам. Литовская епископская конференция и другие критики заявляют, что Стамбульская конвенция может потребовать, чтобы Литва внесла изменения в понятие пола и внедрила неприемлемые положения о гомосексуальности.

### Польша
Входящая в правящую коалицию партия «Солидарная Польша» 27 июля 2020 года подала в Министерство семьи, труда и социальной политики заявку на выход республики из Стамбульской конвенции. Збигнев Зёбро, лидер «Солидарной Польши», вице-премьер польского правительства и министр юстиции, считает, что действующих в Польше законов вполне достаточно для противодействия домашнему насилию, а ратифицированная Польшей в 2015 году Конвенция идеологически вредна.
«Конвенция в части защиты женщин нас устраивает», — указал вице-премьер, добавив, однако, что в ней содержится неприемлемая скрытая часть, «которая касается <…> идеологии, ставящей под сомнение семью, супружество, религию». Зёбро, кроме того, подчеркнул, что Стамбульская конвенция предусматривает формирование понятия социально-культурной половой принадлежности, а не биологической и заявил, что с этим связано требование изменить школьное обучение таким образом, чтобы дети считали биологический пол анахронизмом.
Збигнев Зёбро заявил, кроме того, что Стамбульская конвенция нарушает права родителей.
Позицию Зёбры поддержали многие политики из правящего лагеря. Например, заместитель министра культуры Польши Ярослав Селлин заявил: «Под прикрытием достойной цели, то есть борьбы с насилием, эта конвенция контрабандой продвигает важные положения идеологии гендера». Сходную позицию занял заместитель министра юстиции Марчин Романовский, заявив: «Стамбульская конвенция — это идеологический троянский конь, представляющий собой неомарксистский манифест, противоречащий основным положениям нашей правовой культуры».
Традиционные ценности, право семьи самой решать, как воспитывать детей, ведущая роль религии в воспитании пользуются поддержкой значительной частью польского общества, однако в стране хватает и тех, кто отстаивает иные подходы.
При этом генеральный секретарь Совета Европы Мария Пейчинович-Бурич заявила, что Польша не должна выходить из Стамбульской конвенции. По её словам, отказ от Стамбульской конвенции «был бы прискорбным и стал бы большим шагом назад в защите женщин от насилия в Европе».
Эксперты считают, что большинство законов, предлагаемых Стамбульской конвенцией, в Польше действуют и без неё.

### Россия
Россия не подписала Стамбульскую конвенцию. Несмотря на это, в российском обществе ведётся обсуждение этого документа.
Неприемлемыми для России, несмотря на внешне благие цели, считает Стамбульскую конвенцию и законопроект о домашнем насилии Андрей Кормухин, лидер и создатель движения «Сорок сороков». Ширма домашнего насилия, по его словам, скрывает попытку ввести гендерное равноправие, которое не сводится к равноправию двух полов, мужчин и женщин, а стремится легализовать не обязательно совпадающий с биологическим полом «гендер», или «социальный пол», основанный на самоощущении: таковых «уже насчитывается до 58».

### Украина
В августе 2020 года Всеукраинский совет церквей и религиозных организаций, куда входит и представитель Украинской православной церкви (Московского патриархата), обратился к премьер-министру Украины с призывом отказаться от ратификации Стамбульской конвенции из-за понятия «гендер», которое, по мнению авторов документа, означает не биологический пол, а самоидентификацию человека. Верующие различных конфессий обеспокоены тем, что статья 14 Стамбульской конвенции предусматривает включение материала по нестереотипным гендерным ролям в учебные планы на всех уровнях обучения. Такой подход может побудить украинских школьников к размышлению над изменением пола («гендера»). Взамен ратификации Стамбульской конвенции авторы документа предложили «развивать национальное законодательство Украины».
18 июня 2022 года президент Украины Владимир Зеленский зарегистрировал в парламенте законопроект о ратификации Стамбульской конвенции, а 20 июня 2022 года Верховная рада Украины поддержала её ратификацию. 21 июня 2022 года Владимир Зеленский подписал законопроект о ратификации Стамбульской конвенции.
21 июня 2022 года народные депутаты от партии «Батькивщина» заявили о намерении обжаловать ратификацию Стамбульской конвенции в Конституционном cуде.

## Выход из конвенции

### Турция
В ночь с 19 на 20 марта 2021 года был опубликован указ президента Турции Реджепа Тайипа Эрдогана о выходе Турции из Стамбульской конвенции. Власти Турции объясняют принятое решение подменой сути Конвенции — её использованием для того, чтобы нормализовать гомосексуализм. В том же заявлении подчёркивается, что Турция будет по-прежнему бескомпромиссно бороться с бытовым насилием, и что выход из Стамбульской конвенции никак не скажется на продолжении защиты прав женщин. Выход Турции из Конвенции подвергли критике США и Евросоюз.

## Комментарии
1. Евросоюз также входит в число подписавших.
2. ↑  Евросоюз также входит в число подписавших.
3. 1 2  Включая Турцию, которая вышла из Конвенции[2].
4. ↑  Конвенцию подписали, но не ратифицировали Армения, Болгария, Венгрия, Латвия, Литва, Словакия и Чешская Республика[2].